# Sarà perché ti amo/Bello l'amore
Sarà perché ti amo/Bello l'amore è un singolo dei Ricchi e Poveri del 1981. Entrambe le canzoni, rispettivamente lato A e lato B, sono tratte dall'album E penso a te, il primo long-playing pubblicato dalla band come trio (il secondo per l'etichetta Baby Records).

## Sarà perché ti amo

### Storia
È forse la loro canzone più conosciuta. Venne presentata al Festival di Sanremo nel 1981, dove si classificò quinta. Il testo fu scritto da Pupo (con il suo vero nome, Enzo Ghinazzi) e Daniele Pace, mentre la musica è del maestro Dario Farina, tutti in forza all'etichetta milanese Baby Records che riuscì a riportare i Ricchi e Poveri al massimo della celebrità, dopo che negli ultimi anni erano stati in una sorta di penombra sulla scena musicale italiana. La popolarità di questo pezzo superò ogni aspettativa: divenne il singolo in italiano più venduto dell'anno in Italia, dove rimase in cima alle classifiche settimanali per nove settimane (dal 3 marzo al 28 giugno, non consecutive). La canzone consacrò il gruppo a livello internazionale, avendo larga eco nell'America Latina e in tutta Europa: è stata infatti oggetto di numerosissime cover e diversi adattamenti in lingua (soprattutto in spagnolo: Será porque te amo, anche cantato da Thalía nel suo disco Lunada del 2008). È stata inoltre utilizzata come colonna sonora di varie pellicole cinematografiche, tra le quali L'Effrontée - Sarà perché ti amo?, con Charlotte Gainsbourg del 1985, Alta Tensione del 2003, di Love Is All You Need, commedia romantica del 2012 con Pierce Brosnan e compare, inoltre, in un passaggio del film italiano del 2007 Una moglie bellissima di e con Leonardo Pieraccioni.

#### Il caso di Marina Occhiena
Il brano fu il primo presentato a Sanremo dal gruppo nella formazione ridotta a tre, dopo la defezione dell'altra cantante, Marina Occhiena, che aveva abbandonato il quartetto, dopo una furiosa lite con Angela Brambati, proprio nel corso delle prove per il Festival di Sanremo del 1981. La Occhiena avrebbe dovuto partecipare con gli altri tre membri, cantando proprio Sarà perché ti amo (ben noti i documenti d'archivio della RAI, che, nel corso dei vari TG precedenti e seguenti il Festival di quei giorni, mostrò spesso le immagini del gruppo durante le prove, prima come quartetto e poi come trio, sempre alle prese con l'esecuzione del pezzo per la gara di quell'anno).
Se inizialmente fu lei a voler andarsene, successivamente cercò di riappropriarsi del suo ruolo, ma i tre superstiti decisero di allontanarla dalla formazione dopo aver scoperto la sua presunta relazione con l'allora compagno di vita di Angela. Furono anche adite le vie legali e la causa, vinta da Marina, portò a una sentenza che avrebbe dovuto reintegrarla nel gruppo e nella gara, ma così non fu. Nella loro prima esibizione in veste di trio, il pubblico dell'Ariston acclamò con grida il nome di "Angela" e portò al successo Sarà perché ti amo. Al termine della gara musicale, Angela convinse i due uomini a proseguire l'attività in tre senza cercare di una sostituta, come invece era loro intenzione.
Il pezzo è stato il primo dei quattro singoli tratti dall'album E penso a te, pubblicato dai Ricchi e Poveri nel 1981. Il 45 giri ebbe una prima scarna copertina (scelta probabilmente obbligata da parte del reparto grafico della Baby Records dopo l'improvvisa fuoriuscita dal gruppo di Marina), in seguito sostituita, nella ristampa, da una raffigurante stavolta il trio (foto utilizzata anche per il retro del long-playing E penso a te). Gli altri singoli del 33 giri furono le due ballate M'innamoro di te, un lento molto romantico, e Come vorrei, sigla di Portobello (noto programma TV di Enzo Tortora), seguite da un brano ballabile intitolato Made in Italy, molto popolare sia in Italia che all'estero.
Nel febbraio 2023 Sarà perché ti amo è stato certificato disco di platino dalla Federazione Industria Musicale Italiana per le oltre 100 000 unità vendute in digitale.

### La versione spagnola:Será porque te amo
Nel 1981 il gruppo incise il pezzo in Spagna in lingua spagnola. Con l'adattamento e la traduzione in lingua di Luis Gomez Escolar diventò Será porque te amo e fu distribuito su 45 giri e poi incluso nell'album Me enamoro de ti. Successivamente il 45 giri arrivò in America Latina e negli Stati Uniti d'America, e fu incluso nel long-playing Y pienso en ti.

### Le versioni inglesi
Nel 1981 i tre realizzarono anche la versione inglese, Because I love you, inserita nel 33 giri I think of you per il mercato bulgaro. L'anno successivo eseguirono una nuova versione inglese, Make it with me, che venne incisa su 45 giri e distribuita nel Regno Unito.

### Album e compilation contenentiSarà perché ti amo

#### Versione originale del 1981
- "Sanremo 1981", compilation pubblicata dalla Polygram a ridosso del Festival nel 1981
- "E penso a te", album dei Ricchi e Poveri del 1981
- "Sarà perché ti amo" del 1983 (ristampa dell'album E penso a te)
- "Ieri e oggi", raccolta dei Ricchi e Poveri del 1984
- "I grandi successi originali", raccolta dei Ricchi e Poveri del 2001
- "Greatest Hits", raccolta dei Ricchi e Poveri del 2008
- "Le canzoni. La nostra storia", raccolta dei Ricchi e Poveri del 2011
- "Le 100 canzoni più belle del Festival", compilation pubblicata dalla Sony nel 2012
- "Sanremo 2013", compilation pubblicata dalla Warner nel 2013 in collaborazione con Radio Italia

#### Versioni reinterpretate e riarrangiate
- "I più grandi successi", album dei Ricchi e Poveri del 1994
- "Parla col cuore", album dei Ricchi e Poveri del 1999
- "Music Farm Compilation", compilation pubblicata dalla NAR nel 2004 contenente una nuova versione con la partecipazione di Loredana Bertè
- "Perdutamente amore", album dei Ricchi e Poveri del 2012
- "ReuniON", album dei Ricchi e Poveri del 2021

### Cover
Del brano "Sarà perché ti amo" sono state realizzate varie versioni cover:
- Nel 1981 la cantante Karen Cheryl ne ha realizzato una cover in francese avente per titolo "Les nouveaux romantiques" (successivamente ha anche interpretato Made in Italy, che in lingua è divenuta semplicemente "Oh cherie, cherie", e Come vorrei, rivista in "L'amour c'est ça")[25];
- Nel 1981 il gruppo vocale dei Guys 'n Dolls l'ha ricantato in inglese, il titolo di tale versione è "I got the fire in me"[26] ed inserita nell'album Happy together[27] del 1982;
- Nel 1981 Leena Vanamo l'ha eseguito in finlandese col titolo "Sellaista Elämä On"[28], versione ripresa l'anno successivo dalla connazionale  Marja Koski  (artista che ha ripreso in lingua anche Come vorrei, rinominata "En saa unta")[29];
- Nel 1981 Jürgen Renfordt l'ha interpretato in tedesco col nuovo titolo di "Wer liebt dich halb so wie ich"[30];
- Nel 1982 la boy band Menudo e i Los Chamos, prima, e Chayanne & Los Chicos De Puerto Rico, poi, l'hanno adattato in spagnolo acquisendo così il nome "Sera porque te amo"[31];
- Nel 1982 il duo synth-pop Laban ha pubblicato una versione in danese intitolata "Hvor Ska' Vi Sove I Nat?", letteralmente: "Dove andiamo a dormire?" (tale duo ha anche realizzato una cover di M'innamoro di te divenuta "Det Jeg Føler For Dig")[32];
- Nel 1982 la band svedese Mighty Band ha tradotto il brano in "Var ska vi sova i natt?"[33], reinterpretato a sua volta dai Perikles in epoca recente;[34]
- Nel 1985 i Ro.Bo.T. l'hanno cantato nello show Premiatissima e inciso nell'album Le più belle canzoni di Sanremo;
- Nel 1986 è stata ideata una versione rock in lingua inglese, avente come titolo "Rock it rock it tonight", interpretata da Sweet Shirt (tale cover fu inserita, tra l'altro, nella compilation Bimbomix 1986, pubblicata dalla Baby Records);
- Nel 1991 il trio canadese dei Collage ha inciso la rispettiva versione francese, "Je m'envole avec toi", e l'ha inserita nell'album Hasta la vista, disco comprendente varie canzoni dei Ricchi e Poveri adattate in lingua[35];
- Negli anni novanta il gruppo messicano Los Tigrillos con Dinora ha ripreso la nota versione spagnola del brano, ossia "Sera porque te amo", donandole un sound latino[36], e a fine anni novanta il gruppo El combo loco ha inciso il brano nella medesima lingua (con lo stesso titolo e fedele nel testo alle versioni spagnole precedenti) ma a ritmo di salsa;
- Nel 2003 il Dj Gigi D'Agostino ha remixato la versione originale della canzone e l'ha inclusa nell'album Gi Gi'Friends[37];
- Nel 2004 il quartetto vocale Generazione Italia l'ha tradotto in lingua francese ed eseguito col titolo "Parce que je t'aime"[38];
- Nel 2005 Gennaro Cosmo Parlato la inserisce nel suo album dal titolo Che cosa c'è di strano?[39];
- Nel 2008 la cantante messicana Thalía ha reinterpretato il brano in spagnolo, realizzando una versione "latin pop" intitolata "Sera porque te amo" ed inclusa come seconda traccia nell'album Lunada. Gli autori di questa versione sono Dario Farina, Daniele Pace, Luis Gómez Escolar ed Enzo Ghinazzi, ed il produttore è il musicista cubano Emilio Estefan[40];
- Nel 2008 Diana Sorbello ha realizzato una cover del brano in tedesco intitolata "Das ist, weil ich dich liebe" con un sound disco (nel 2010, poi, ha ripreso anche Mamma Maria)[41];
- Nel 2009 la band italiana Trikobalto, che aveva come leader il cantante Francesco Gabbani, ne ha proposto una rivisitazione pop rock[42];
- Nel 2011 i cantanti Monique Smit e Tim Douwsma hanno tradotto il pezzo in olandese e lo hanno interpretato col nuovo titolo "Een zomeravond met jou (=Una serata estiva con te)"[43];
- Nel 2011 l'attrice e cantante francese Aylin Prandi rende omaggio ai Ricchi e Poveri e ad altri artisti italiani eseguendo Sarà perché ti amo e altre famose canzoni del Bel Paese nell'album di cover 24 000 baci[44];
- Nel 2011 gli italiani Dabadub sound system feat. Raina hanno ripreso il brano in chiave ska/raggamuffin[45];
- Nel 2012 Frank Galan ne ha creato una nuova versione olandese, "Mooier Dan Woorden Ben Jij", e l'ha compresa in una raccolta di classici italiani[46];
- Nel 2012 Al Bano l'ha ricantato sia in italiano che in spagnolo nella raccolta Canta Italia;
- Nel 2016 Hélène Ségara inserisce una cover del brano nel suo album Amaretti[47];
- Nel 2018 i dj Wender e Pawax remixano la versione originale;
- Nel 2020 viene riproposto insieme ad altre sette canzoni dai Pinguini Tattici Nucleari nel brano cover Settanta volte, in onore della 70ª edizione del Festival di Sanremo.
- Anche uno degli autori del brano, il cantante toscano Pupo, l'ha interpretato in varie occasioni ed inserito in alcune sue raccolte.
- Nel 2023 i Coma Cose interpretano la canzone con ospiti i Baustelle nella quarta serata dedicata alle cover del Festival di Sanremo 2023, in una versione arrangiata dai Mamakass, con la direzione d'orchestra di Vittorio Cosma.
- Il 16 giugno 2023 Tommy Johansson, chitarrista di Sabaton e Majestica, ha pubblicato una versione metal della canzone [48].
- Nel 2024 gli stessi Ricchi e Poveri in duetto con Paola e Chiara interpretano la canzone in un medley insieme a Mamma Maria nella quarta serata del Festival di Sanremo 2024 dedicata alle cover.

### Popolarità nei media e nella cultura di massa e influenze nella musica
- Nel mese di giugno del 2013 il rapper italiano Moreno cita Sarà perché ti amo nel suo primo singolo Che confusione[49];
- Il 25 marzo del 2015 la popstar Mika incide Talk about you, pezzo la cui melodia dell'intro vuole essere un omaggio al brano Sarà perché ti amo: infatti, per realizzare la parte musicale di questo singolo, il team di Mika ha utilizzato un sample (campionamento) della nota canzone dei Ricchi e Poveri[50][51]. Oltretutto, nei credits appaiono, tra gli autori, Penniman (ovvero Mika), Carlsson, Golan, Hawker e Raimond, tutti collaboratori del cantante libano-inglese, ma anche Farina, Ghinazzi (in arte Pupo) e Pace, compositori originali dell'hit italiana datata 1981[52];
- Sarà perché ti amo è stato protagonista in uno degli spot del Festival di Sanremo 2016, nel quale gente da tutto il mondo intona i primi versi della strofa iniziale ed il ritornello. In conclusione, nello spot Carlo Conti esclama "Tutti cantano Sanremo";
- Sarà perché ti amo è stato il jingle musicale degli spot pubblicitari per il tonno Mareblu, la pasta Panzani, l'auto Renault Kangoo[53], nel 2015 per il sito di annunci Kijiji[54], nel 2017 per l'auto Lancia Ypsilon[55] e nel 2021 per gli snack Fonzie;
- Sarà perché ti amo è anche il nome dato ad una trasmissione radiofonica condotta da Andrea Favaretto su Radio Nostalgia, emittente ligure-toscana[56].

### Colonne sonore
"Sarà perché ti amo" fa parte della colonna sonora delle seguenti pellicole cinematografiche:
- L'Effrontée - Sarà perché ti amo?, commedia francese diretta da Claude Miller (1985)[57];
- Mafia kid, commedia statunitense diretta da Paul Morrissey (1988)[58];
- Alta Tensione, thriller francese diretto da Alexandre Aja (2003)[59];
- Una moglie bellissima, commedia italiana diretta da Leonardo Pieraccioni (2007)[60];
- Unmade beds (letti sfatti), commedia inglese diretta da Alexis Dos Santos (2009)[61];
- L'Italien, commedia francese diretta da Olivier Baroux (2010)[62];
- Che bella giornata, commedia italiana diretta da Gennaro Nunziante, avente per protagonista Checco Zalone (2011)[63];
- Les vacances de Ducobu, commedia francese diretta da Philippe de Chauveron (2012)[64];
- Love Is All You Need, commedia romantica danese diretta da Susanne Bier (2012)[65];
- Benvenuti a Saint Tropez, commedia romantica francese diretta da Danièle Thompson (2013);
- Amori elementari, commedia romantica italo-russa opera prima di Sergio Basso (2014)[66];
- Asterix e il Regno degli Dei, film d'animazione francese (2014)[67];
- Mediterranea, film drammatico prodotto in vari Paesi diretto da Jonas Carpignano (2015)[68];
- Rapinatori, film d'azione francese diretto da Julien Leclercq (2015);
- Rock'n roll, commedia musicale francese diretta da Guillaume Canet (2017)[69].

### Il musical
Dalla canzone ha preso vita anche Sarà perché ti amo...una canzone e molto di più!, un musical basato sulle canzoni dei Ricchi e Poveri, scritto e diretto da Alfonso Lambo e prodotto da Kansas Dj Produzioni. Il musical va in scena al Teatro Nazionale di Milano dal 6 al 15 marzo 2015.

## Bello l'amore
È il brano musicale registrato sul lato B del 45 giri. È stato scritto da Cristiano Minellono e dai membri maschili del trio, Angelo Sotgiu e Franco Gatti. Nella versione spagnola viene rinominato Superamor.

## Tracce
- 45 giri – Italia, Francia, Germania, Svizzera, Austria, Belgio, Paesi Bassi, Svezia, Finlandia (1981)

LATO A
1. Sarà perché ti amo – 3:09 (testo: Enzo Ghinazzi, Daniele Pace – musica: Dario Farina; edizioni musicali Abramo Allione)

LATO B
1. Bello l'amore – 3:24 (testo: Cristiano Minellono – musica: Franco Gatti, Angelo Sotgiu; edizioni musicali Televis)

- 45 giri – Spagna, Portogallo, America Latina (1981) - versione spagnola[71]

1. Será porqué te amo – 3'09" (Enzo Ghinazzi - Daniele Pace - Dario Farina - Luis Gòmez Escolar)
2. Superamor – 3'24" (Cristiano Minellono - Franco Gatti - Angelo Sotgiu - Luis Gòmez Escolar)

- 45 giri – Regno Unito (1982) - versione inglese[24]

1. Make it with me – 3'09"
2. Sarà perché ti amo – 3'09"

- 45 giri – Stati Uniti, Colombia, Messico (1982) - versione spagnola[22]

1. Será porqué te amo – 3'09" (Enzo Ghinazzi - Daniele Pace - Dario Farina - Luis Gòmez Escolar)
2. Superamor – 3'24" (Cristiano Minellono - Franco Gatti - Angelo Sotgiu - Luis Gòmez Escolar)

## Crediti
- Ricchi e Poveri (Angela Brambati, Angelo Sotgiu, Franco Gatti): voci
- Gian Piero Reverberi: arrangiamenti e direzione musicale
- "Union Studios" di Monaco di Baviera; "Sound Emporium Studios" di Nashville (U.S.A.): studi di registrazione
- Universal Italia/Televis/Allione: edizioni musicali
- Baby Records: produzione

## Dettagli pubblicazione
| Paese  | Data | Etichetta    | Formato | Nº Catalogo |
| ------ | ---- | ------------ | ------- | ----------- |
| Italia | 1981 | Baby Records | 45 giri | BR 50232    |

Pubblicazione & Copyright: 1981 - Baby Records - Milano.

Distribuzione: CGD - Messaggerie Musicali S.p.A. - Milano.

## Classifiche
Il 45 giri Sarà perché ti amo resta in vetta alla classifica italiana per dieci settimane, su diciannove di permanenza nella Top Ten (ossia per otto mesi), conquistandosi il titolo di singolo italiano più venduto del 1981 con più di un milione di copie. Il brano scala i vertici delle classifiche anche all'estero: per cinque mesi in Belgio e Francia, tre in Austria, quattro in Germania e ben sei mesi in Spagna. Complessivamente il singolo ha venduto oltre 7 milioni di copie. Se ne certificano 1.022.000 solo in Francia, Paese in cui ritrova una seconda stagione di successo nel 1985, in seguito all'uscita del film L'Effrontée - Sarà perché ti amo?, nel quale il brano era parte integrante della colonna sonora. Alla fine del 1981 Sarà perché ti amo è la canzone di lingua italiana più acquistata in Francia. La medesima cosa accade l'anno seguente in Spagna, mentre in Svizzera si aggiudica il secondo posto, superata da Maledetta primavera di Loretta Goggi.

### Posizione settimanale
| Classifica (1981-2023) | Posizione massima |
| ---------------------- | ----------------- |
| Italia                 | 1                 |
| Francia                | 1                 |
| Spagna                 | 1                 |
| Svizzera               | 2                 |
| Austria                | 7                 |
| Germania               | 11                |
| Finlandia              | 21                |
| Slovacchia             | 47                |
| Repubblica Ceca        | 99                |

### Andamento nella classifica italiana
| Posizione | 6 | 3 | 1 | 2 | 2 | 1 | 1 | 1 | 1 | 1 | 1 | 1 | 1 | 1 | 1 | 1 | 1 | 2 | 3 | 4 | 6 | 9 |

### Posizione di fine anno
| Classifica (1981-1982) | Posizione |
| ---------------------- | --------- |
| Italia                 | 6         |
| Francia                | 8         |
| Spagna                 | 10        |
| Svizzera               | 11        |